# Боровець Оксана Олександрівна
Оксана Олександрівна Боровець (нар. 24 грудня 1985, с. Товкачівка Прилуцького р-ну) — українська поетеса, лауреатка літературних конкурсів, членкиня Національної спілки письменників України з 2012 року.

## Життєпис
Закінчила Національний університет харчових технологій, здобувши спеціальність «Маркетинг». Працює випусковою редакторкою журналу «Мугунхва» при Корейському культурному центрі.
Є організаторкою фестивалю «Каштановий дім» та літературною редакторкою однойменного альманаху. Також редагувала поетичну збірку перекладів із корейської мови «Квіти мугунхва». Ініціювала мистецькі квартирники «звиЧАЙні вірші» та клуб вільної критики «Ргомова Club».
Брала участь у Всеукраїнській нараді молодих літераторів в Ірпені (2009).

## Творчість
Авторка поетичних збірок «Трамвайні коні» (2008), «Маршрутка 417, або Дерево будд» (2012), а також аудіо-збірки віршів «Хрестики-нулики» (2009).

## Відзнаки
- Лауреатка конкурсу молодіжної поезії пам’яті Леоніда Кисельова «Початкова пора»,
- володарка Гран-прі конкурсу молодих поетів імені Анатолія Коштенка (2008),
- посіла друге місце у турнірі поетів «Пушкінська осінь в Одесі» (2009).